# Iris sari
Iris sari là một loài thực vật có hoa trong họ Diên vĩ. Loài này được Schott ex Baker miêu tả khoa học đầu tiên năm 1876.